# هانسکی هوکان
هانسکی هوکان (به ژاپنی: 版籍奉還 はんせきほうかん)، به معنی بازگرداندن زمین و مردم به امپراتور،  یک اصلاح سیاسی بود که در آن، قلمروهای فئودالی در سراسر ژاپن، زمین (سرزمین) و مردم (ملیت) خود را به عنوان بخشی از نوسازی میجی به دربار امپراتوری بازگرداندند. این امر در ۱۷ ژوئن ۱۸۶۹ (۲۵ ژوئیه ۱۸۶۹) مورد تأیید امپراتوری قرار گرفت.